# The Chicken and the Pig

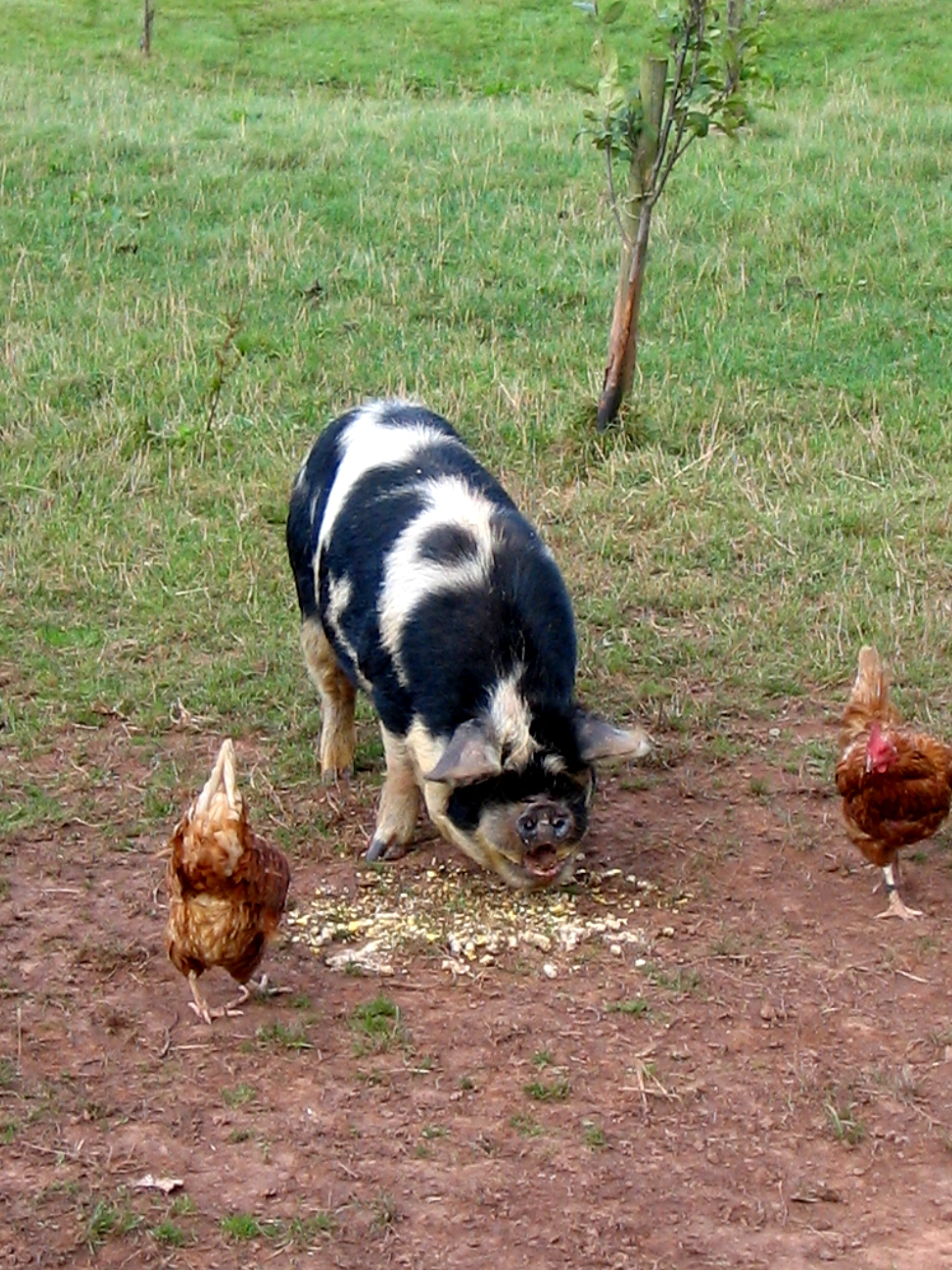
Il Pollo ed il Maiale

La fiaba The Chicken and the Pig ("Il Pollo ed il Maiale" in italiano) è una storiella sull'impegno per un progetto o una causa.
Per la produzione di un piatto a base di prosciutto e uova, il maiale fornisce il prosciutto che richiede il suo sacrificio e il pollo fornisce le uova che non sono difficili da produrre.
Quindi il maiale è completamente coinvolto in questo piatto mentre il pollo è solo interessato, eppure entrambi sono necessari per produrre il piatto.

## Trama
La favola del pollo e del maiale viene utilizzata per illustrare i diversi livelli di stakeholders coinvolti in un progetto. 
La classica fiaba recita:
Un Maiale ed una gallina camminavano per strada.
La gallina disse: "Ehi Maiale, mi è venuta una bella idea, potremmo aprire un ristorante!"
Il Maiale replicò: "Hm, non so, come potremmo chiamarlo?"
La gallina rispose: "Che dici di 'uova e pancetta'?"
Il Maiale pensò un momento e disse: "No grazie. Io sarei completamente coinvolto mentre tu saresti solo interessata!"
A volte, la storia si presenta come un enigma:
Domanda: In una colazione a base di bacon e uova, qual è la differenza tra il Pollo ed il Maiale?
Risposta: Il Pollo è interessato, ma il Maiale è coinvolto!

## Interpretazione e morale
Nell'interpretazione è necessario considerare e comprendere il gioco di parole basato sulle molte accezioni dei termini inglesi contribute e commit (il secondo in particolare può intendersi come fortemente coinvolto, ma anche compromesso, consumato).
La fiaba è utilizzata principalmente in contesti dove è necessaria una squadra forte per il successo, come nello sport o nell'Agile software development.